# Theodore Dreiser
Theodore Herman Albert Dreiser (ur. 27 sierpnia 1871 w Terre Haute, stan Indiana, zm. 28 grudnia 1945 w Hollywood) – amerykański powieściopisarz z nurtu naturalizmu i dziennikarz.

## Życie
Pochodził z religijnej rodziny (ojciec pobożny rzymski katolik, matka z farmerskiej rodziny mennonickiej przeszła na katolicyzm). Theodore był dwunastym z ich trzynaściorga dzieci (dziewiątym z dziesięciu, które przeżyły niemowlęctwo). Jego starszym bratem był popularny twórca tekstów piosenek Paul Dresser.
Przez rok (1889–1890) studiował na Uniwersytecie Indiany. Podejmował różne prace dorywcze, a potem został reporterem Chicago Globe i St. Louis Globe-Democrat. Zajmował się przestępczością, wydarzeniami politycznymi, pisał też artykuły o pisarzach takich jak Nathaniel Hawthorne czy William Dean Howells, przeprowadzał wywiady z osobami publicznymi: Andrew Carnegiem, Thomasem Edisonem. W 1898 roku poślubił Sarę White. Swoje dzieciństwo i młodość opisał w dwóch książkach autobiograficznych: Dawn (1931) i Newspaper Days (1922 jako A Book About Myself, wydanie rozszerzone 1931).
Opierając się na intensywnej pracy dziennikarskiej, z rozmachem opisywał dynamiczny rozwój Chicago, skrajne ubóstwo i skrajne bogactwo. Był pionierem nurtu naturalistycznego w USA, zafascynowanym powieściami Zoli i Balzaca. Tworzył postacie niedoskonałe moralnie, ale przeciwstawiające się wszystkim przeszkodom, w duchu darwinowskim. Często poruszał temat nierówności społecznych. Wywarł wielki wpływ na kolejne pokolenie, choć krytycy zarzucają mu czasem ciężki styl, rozwlekłe dywagacje.
Jego pierwsza powieść, Siostra Carrie (1900), opowiada historię 18-letniej dziewczyny, która ucieka ze wsi do Chicago, zostaje utrzymanką, przenosi się wraz z kochankiem do Nowego Jorku i tam zostaje popularną aktorką (film Wylera z 1952 roku). Tematem Amerykańskiej tragedii jest pogoń za fortuną: młody chłopak zabija ubogą narzeczoną w ciąży, gdy pojawia się perspektywa poślubienia zamożnej dziewczyny. Z kolei tzw. Trylogia pragnienia (The Financier, The Titan i The Stoic) to opowieść o życiu magnata finansowego z Chicago, m.in. budującego tam linie tramwajowe, wzorowana na życiorysie Yerkesa, przy czym pisarz podziwia przebojowość tego biznesmena. Sam Dreiser musiał borykać się z cenzurą (niektóre książki wydał w Anglii) i trudnościami finansowymi – wczesne książki nie sprzedawały się zbyt dobrze, mimo uznania krytyki, więc pisał nadal do prasy, bywał też redaktorem w różnych czasopismach, m.in. prestiżowym magazynie dla kobiet Delineator w Nowym Jorku (1907–1910). W latach 1911–1925 opublikował 14 książek, przezwyciężając kryzys pisarski spowodowany kłopotami z wydaniem Siostry Carrie.

## Sympatyk komunizmu
Theodore Dreiser niejednokrotnie stawał po stronie lewicowych związkowców w publicznych debatach. Zwiedził duży obszar ZSRR w 1927, w ciągu 77 dni (co opisał w książce Dreiser Looks at Russia, 1928). W 1937 podpisał list otwarty przeciwko trockizmowi. Krytykował militarne ambicje USA, przez co stał się niepopularny w kręgach oficjalnych. W książce America is Worth Saving wypowiedział się przeciwko sojuszowi z Wielką Brytanią, po stronie ZSRR i III Rzeszy. Krótko przed śmiercią wstąpił do Partii Komunistycznej USA.

## Twórczość
- Sister Carrie (1900)
- Jennie Gerhardt (1911)
- The Financier (1912)
- The Titan (1914)
- An American Tragedy (1925) (sukces komercyjny; sfilmowana w 1931 i 1951 roku)
- Newspaper Days (1931) – wspomnienia z młodości
- Dawn (1931) – wspomnienia z dzieciństwa i wczesnej młodości

### Książki wydane w języku polskim
- Siostra Carrie (tłumaczenie z 1937 roku, wznowione w roku 1978)
- Tragedia amerykańska (wyd. 1991, przekład przedwojenny), na jej podstawie powstał w 1951 film Miejsce pod słońcem w reżyserii George'a Stevensa, zdobywca 6 Oscarów
- The Financier (rozdzielony na dwa tomy: Finansista i Proces) oraz The Titan (też dwa tomy: Tytan oraz Pieniądz i zdrada) (wyd. 1939 i ponownie 1949; przekład tej czteroczęściowej całości – Marceli Tarnowski).
- Miraż złota (wyd. 1992, 60-stronicowe opowiadanie)
- Szaniec
- Jennie Gerhardt
- Geniusz
- Kajdany
- Dwunastu ludzi